# Eclipse Process Framework
Eclipse Process Framework (EPF) – projekt o otwartym kodzie źródłowym (open source) zarządzany przez fundację Eclipse Foundation. W projekcie Eclipse ulokowany on jest w głównej kategorii: Eclipse Technology Project. Ma on dwa cele: 	
- Zapewnienia rozszerzalnego szablonu oraz narzędzi dla inżynierii oprogramowania - budowania metod i procesów, zarządzanie biblioteką metodyki, konfigurowania i publikowania procesów.
- Zapewnienia przykładowych, rozszerzalnych procesów dla inżynierii oprogramowania wspierających iteracyjne, zwinne (agile) i przyrostowe wytwarzanie oprogramowania, aplikowalnych dla szerokiego zbioru platform i aplikacji. Przykładowo, w EPF zawarto definicję procesu OpenUP/Basic - wersję większego procesu Open Unified Process, przystosowaną do małych projektów.